# Shuji Nakamura
Pour les articles homonymes, voir Nakamura.
Shuji Nakamura (中村 修二, Nakamura Shūji) est un scientifique américain d'origine japonaise né le 22 mai 1954 à Ikata dans la préfecture d'Ehime, co-lauréat du prix Nobel de physique 2014 avec Isamu Akasaki et Hiroshi Amano, pour l'invention de diodes électroluminescentes bleues efficaces. Il a aussi reçu le prix Millennium Technology en 2006.

## Biographie
Nakamura a étudié à l'université de Tokushima et y a d'abord obtenu en 1977, son baccalauréat et finalement en 1979, la maîtrise en tant qu'ingénieur électricien. Après l'obtention de son diplôme, il est resté à Tokushima et a travaillé pour la petite entreprise alors Nichia. À partir de 1993, Nakamura était directeur de la recherche chez Nichia.
Pendant son séjour chez Nichia, Nakamura a développé la première LED très brillante en nitrure de gallium, qui a l'avantage d'émettre de la lumière bleue. Depuis 1993, ces LED sont produites. Nakamura a travaillé dans ce développement indépendamment d'Isamu Akasaki et d'Hiroshi Amano de l'Université de Nagoya et n'a commencé à travailler dessus qu'en 1988, beaucoup plus tard qu'Akasaki et Amano. Comme ceux-ci, il utilise l'épitaxie en phase vapeur aux organométalliques (EPVOM) pour la production de cristaux de GaN. Un autre pas important vers les diodes électroluminescentes bleues a été le dopage p de GaN à l'aide d'une irradiation électronique, découverte par Akasaki et Amano et ce qui a ensuite été expliqué par Nakamura. En 1994, il a reçu un doctorat de l'Université de Tokushima. En plus de la LED GaN bleue Nakamura a également développé le nitrure d'indium-gallium vert (InGaN LED) et enfin une LED blanche. Au milieu des années 1990, il a également développé un laser bleu.
Nakamura a quitté le Japon en 1999 et accepté un poste de professeur à l'université de Californie à Santa Barbara. Il a acquis la citoyenneté américaine en 2005 afin de pouvoir postuler à des financements de l’armée américaine qui sont réservés aux nationaux.

### Procès
En 2004, Nakamura a remporté un procès contre la société Nichia Chemicals, qui l'employait alors. Celle-ci ne l'avait rétribué qu'à hauteur de 147 € pour son travail sur les LED alors que l'entreprise avait tiré d'énormes bénéfices de ses inventions. Le tribunal de Tokyo a ordonné à Nichia de payer à Nakamura 20 milliards de yens (soit 147 millions d’euros). Il accepta un compromis avec l'entreprise et toucha finalement une indemnité de 840 millions de yens (soit 6 millions d'euros). Ce procès a radicalement modifié les relations entre les entreprises japonaises et leurs chercheurs.

## Prix et distinctions
- 2001 Prix Asahi du journal Asahi Shimbun
- 2002 Benjamin Franklin Medal in Physics du Franklin Institute.
- 2006 Prix Millennium Technology finlandais pour ses efforts continus à rendre moins chères et plus efficaces les sources lumineuses[7],[8].
- 2008 Prix Prince des Asturies pour ses recherches scientifiques et techniques[9].
- 2008 Docteur honoris causa en ingénierie de l'université des sciences et technologies de Hong Kong.
- 2009 Prix Harvey[10] du Technion (Israël).
- 2012 Silicon Valley Intellectual Property Law Association (SVIPLA) Inventor of the Year[11].
- 2014 Prix Nobel de physique avec Isamu Akasaki et Hiroshi Amano pour l'invention des diodes électroluminescentes bleues[12].
- Docteur honoris causa en énergie et développement durable de l'université de Pérouse[13]